# Dewsbury
Dewsbury är en stad i grevskapet West Yorkshire i England. Staden ligger i distriktet Kirklees vid floden Calder, cirka 9 kilometer väster om Wakefield och cirka 13 kilometer sydväst om Leeds. Tätortsdelen (built-up area sub division) Dewsbury hade 62 945 invånare vid folkräkningen år 2011. Staden nämndes i Domedagsboken (Domesday Book) år 1086, och kallades då Deusberia/Deusberie.

## Kända personer från Dewsbury
- Owen Willans Richardson, fysiker
- Sayeeda Warsi, politiker